# Sgombero di Mainzer Straße

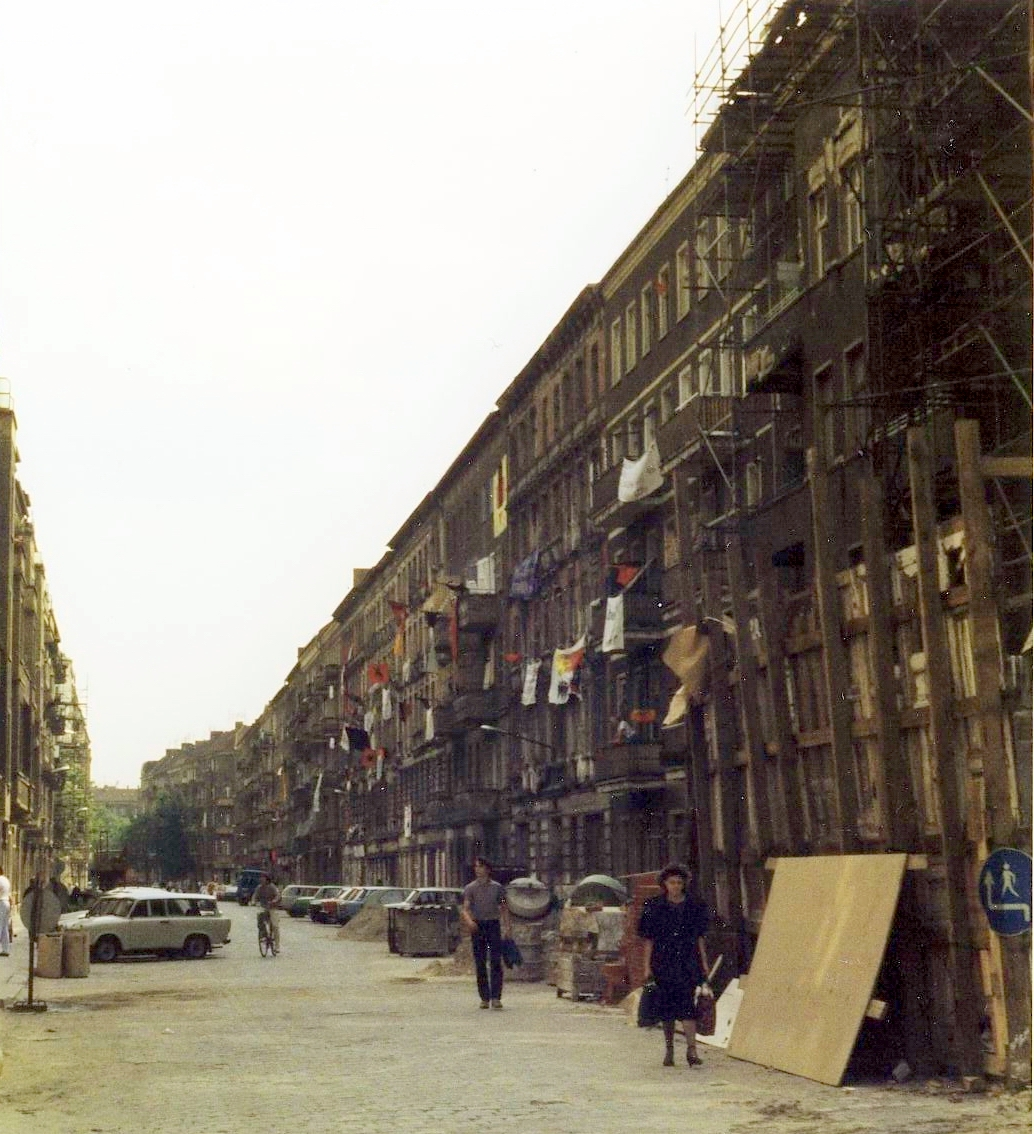
Case occupate in Mainzer Straße

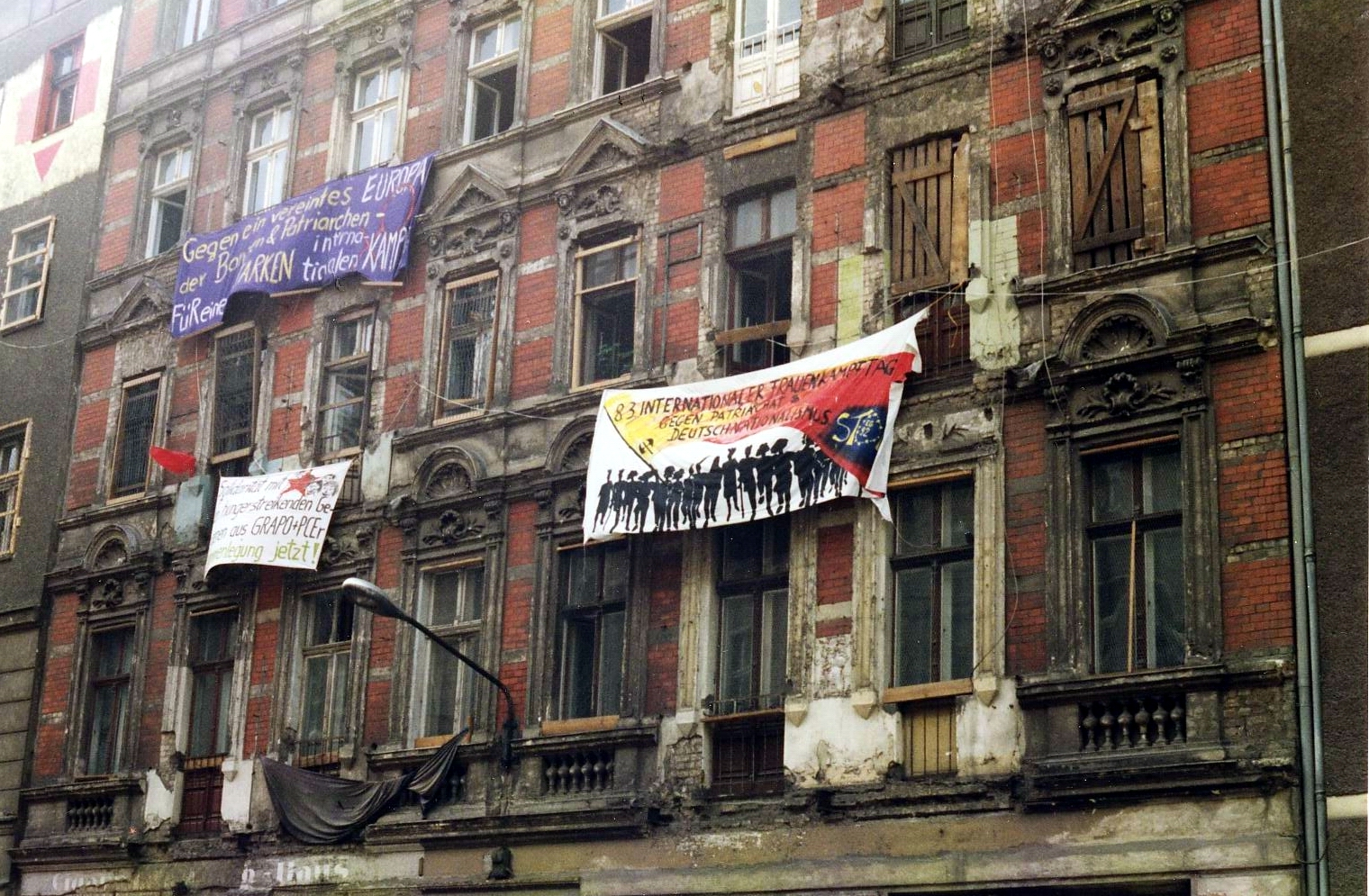
Mainzer Straße : case occupate nel giugno 1990

Lo sgombero di Mainzer Straße avvenne il 14 novembre 1990 nell'omonima strada del distretto berlinese di Friedrichshain nei confronti di un gruppo di squatter che avevano occupato uno stabile, ed è considerata una delle più grandi operazioni di polizia avvenute a Berlino dal termine della seconda guerra mondiale.

## L'occupazione
Nel periodo della svolta politica nella RDT, molti gruppi di autonomi di Kreuzberg avevano occupato abitazioni rimaste libere nella zona Est della città, tra cui le vecchie case d'affitto situate a Mainzer Strasse, occupate il 29 aprile 1990, delle quali era stata pianificata la demolizione e la sostituzione con nuovi edifici. Gli occupanti di Mainzer Strasse si dividevano nelle diverse case in base a gruppi uniti da simili interessi, come ad esempio le femministe o gli attivisti gay e lesbiche, od il circolo della letteratura della RDT.

## I disordini
La mattina del 12 novembre, a seguito dell'entrata in vigore delle nuove norme contro l'occupazione delle case da parte dell'amministrazione di Berlino, da poco riunificata, oltre 600 agenti di polizia sgomberarono le case di alcune strade limitrofe a Mainzer Straße. Da quel momento, nei due giorni successivi, vi furono violenti scontri continui tra manifestanti e forze dell'ordine, che culminarono con il grande sgombero del 14 novembre, per il quale furono utilizzati circa 3000 agenti di polizia, elicotteri, idranti e gas lacrimogeni.